# Успение Богородично (Градобор)
Вижте пояснителната страница за други значения на Успение Богородично.
„Успение на Пресвета Богородица“ (на гръцки: Κοιμήσεως Θεοτόκου Πενταλόφου, Γράδεμπορ) е църква в солунското село Градобор, Гърция, част от Неаполската и Ставруполска епархия.
Църквата е гробищна и е изградена в периода 1965 – 1972 година на мястото на стара трикорабна базилика от ΧVIII – XIX век. Храмът представлява голяма кръстокуполна каменна базилика с женска църква. Осветена е от Дионисий Неаполски и Ставруполски на 16 май 1976 година. В храма се съхранява една от най-големите колекции на поствизантийски икони от Солунско, от различни ателиета в региона, публикувани и непубликувани.